# 陳廷焯
陳廷焯（1853年—1892年），字亦峰，又字伯与，江蘇鎮江府丹徒縣人，清朝詞人、詩詞理論家。今传其词学著作有《词坛丛话》《云韶集》《词则》与《白雨斋词话》四种。
咸豐三年（1853年）出生，性情磊落，“與人交，表裡洞然。無骫骳之習”，光緒十七年（1891年）撰成《白雨齋詞話》，生前五易其稿，後由其父陳鐵峰審定，删成八卷，光緒二十年（1894年）由其門人許正詩、王雷夏等刊行。光緒十八年（1892年）卒。